# Jacques Ogg
Jacques Ogg é um cravista, pianista e regente holandês, professor do Conservatório Real de Haia e diretor da Lyra Baroque Orchestra. Graduado em 1974 pelo Conservatório de Amsterdã, foi aluno de Anneke Uittenbosch e de Gustav Leonhardt. Faz parte da Orquestra do Século XVIII e do grupo Concerto Palatino.